# MARNET (BSH)
MARNET, vollständiger Name Messnetz automatisch registrierender Stationen in der Deutschen Bucht und der westlichen Ostsee, ist der Name eines vom deutschen Bundesamt für Seeschifffahrt und Hydrographie (BSH) betriebenen Messnetzes mit zwölf Messstationen in der Deutschen Bucht und der Ostsee. Es dient der Überwachung der Meeresumwelt.

## Geschichte
Seit 1872 werden in der Deutschen Bucht und der westlichen Ostsee Messgrößen wie die Temperatur und der Salzgehalt ermittelt, zunächst geschah dies an Bord von Feuerschiffen. Die bemannten Feuerschiffe wurden später durch unbemannte Feuerschiffe ersetzt. Ab 1984 wurden unbemannte Plattformen als Messstationen eingesetzt. Das letzte bemannte Feuerschiff namens „Borkumriff IV“ wurde im Juli 1988 außer Dienst gestellt, das letzte unbemannte Feuerschiff namens „Elbe“ wurde nach dem Kentern bei einem Sturm im Dezember 1999 nicht mehr ersetzt.
Im Jahr 2002 wurde das Forschungsprojekt FINO (Forschungsplattformen in Nord- und Ostsee) gestartet; es wird vom Bundesministerium für Umwelt, Naturschutz und Reaktorsicherheit gefördert und dient der Unterstützung technologischer Entwicklungen und der Gewinnung von Erkenntnissen über die Auswirkungen der Technologie von Offshore-Windenergieanlagen (OWEA) auf die marine Flora und Fauna.
Von den zwölf Messstationen des MARNET sind im Jahr 2019 11 aktiv.

## Stationen
| Name                   | Meer    | Position        | Messungen seit | Anmerkungen (Stand: Mai 2019)   |
| ---------------------- | ------- | --------------- | -------------- | ------------------------------- |
| Nordseeboje II         | Nordsee | 55°00'N 06°20'E | 1991           | zur Überholung in CUX / Wedel   |
| Nordseeboje III        | Nordsee | 54°41'N 06°47'E | 2003           | in Betrieb                      |
| Deutsche Bucht         | Nordsee | 54°10'N 07°27'E | 1989           | in Betrieb                      |
| Elbe                   | Nordsee | 54°00'N 08°07'E | 1989           | nicht mehr in Betrieb seit 1999 |
| Ems                    | Nordsee | 54°10'N 06°21'E | 1989           | in Betrieb                      |
| FINO 1                 | Nordsee | 54°01'N 06°35'E | 2003           | in Betrieb                      |
| FINO 2                 | Ostsee  | 55°00'N 13°09'E | 2012           | in Betrieb                      |
| FINO 3                 | Nordsee | 55°12'N 07°09'E | 2009           | in Betrieb                      |
| Kiel (Leuchtturm Kiel) | Ostsee  | 54°30'N 10°16'E | 1969           | in Betrieb                      |
| Fehmarn Belt           | Ostsee  | 54°36'N 11°09'E | 1976           | in Betrieb                      |
| Darßer Schwelle        | Ostsee  | 54°42'N 12°42'E | 1993           | in Betrieb                      |
| Arkonabecken           | Ostsee  | 54°53'N 13°52'E | 2002           | in Betrieb                      |
| Oder Bank              | Ostsee  | 54°05'N 14°10'E | 1996           | in Betrieb                      |

## Messbereiche
Die Messstationen sind unterschiedlich mit verschiedenen Sensoren bestückt. Gemessen werden können Temperatur, Leitfähigkeit, Salzgehalt, Sauerstoff, Pegel, Lufttemperatur, Windrichtung, Windgeschwindigkeit, Luftdruck, Solarstrahlung, Strömungsrichtung, Strömungsgeschwindigkeit, Wellenhöhen, Phosphat, Silikat, Nitrit / Nitrat und Bruttogammastrahlung.